# Aron Elias Seligmann

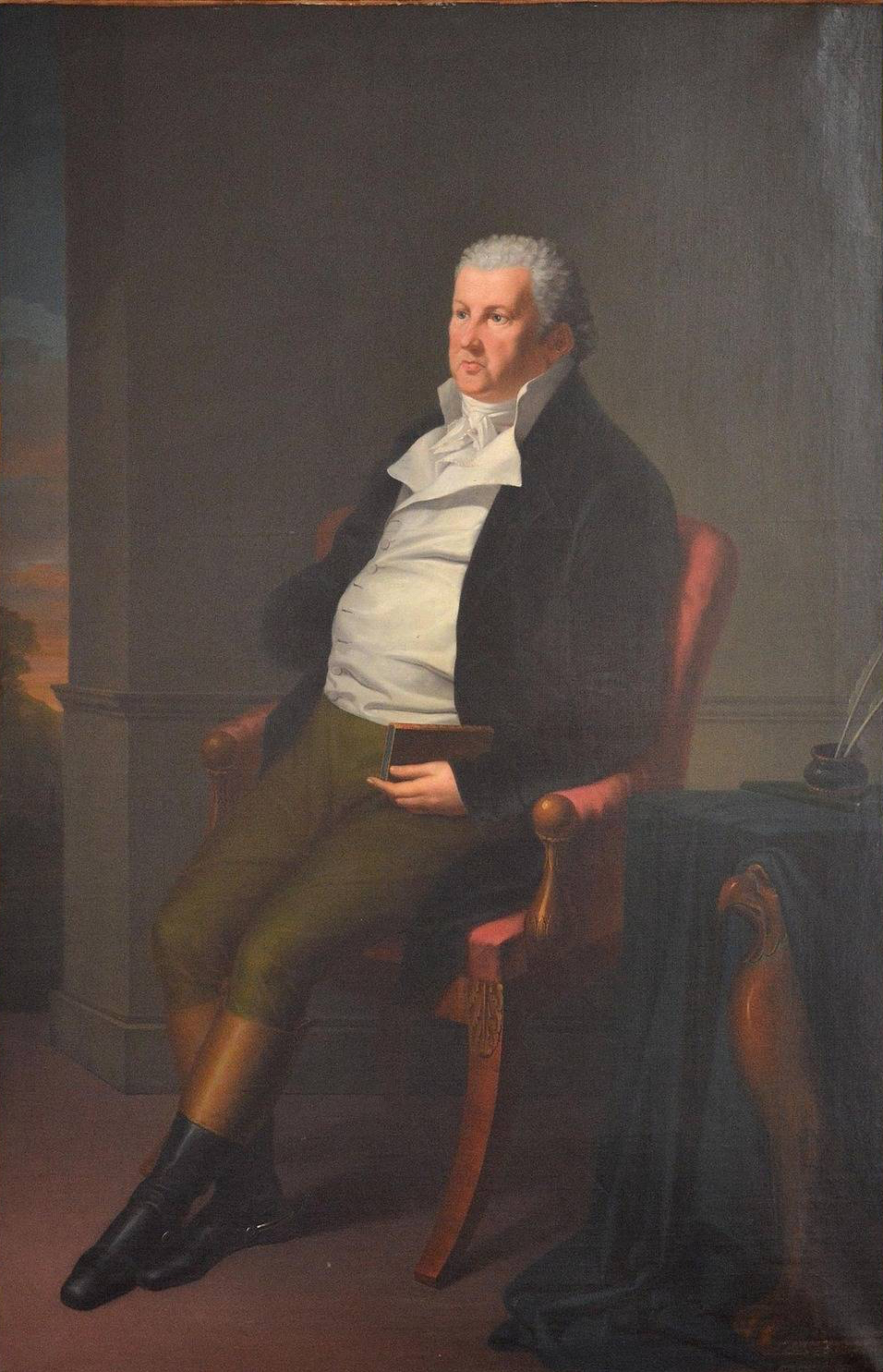
Aron Elias Seligmann (1747–1824), Gemälde von Johann Peter Langer.

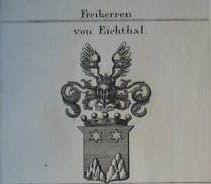
Wappen der Freiherrn von Eichthal

Aron Elias Seligmann (* 26. April 1747 in Leimen; † 11. Januar 1824 in München) war ein deutscher Hoffaktor. Er wurde 1814 als Freiherr von Eichthal in den bayerischen Adelsstand erhoben.

## Leben
Im 18. Jahrhundert waren die Hoffaktoren die Finanziers der Fürsten und ihrer prachtliebenden Höfe. Eine merkantile Wirtschaftshaltung beherrschte die Regierungspolitik der Fürstenhöfe. Zu den größten Finanziers deutscher Fürstenhöfe zählte Aron Elias Seligmann, dem der Aufstieg vom kurpfälzischen Hoffaktor unter Carl Theodor zum bayerischen Oberhoffaktor und königlich-bayerischen Bankier gelang. Im Jahre 1799 sah sich der Nachfolger von Carl Theodor Kurfürst Maximilian Joseph genötigt, den Hoffaktor Aron Elias Seligmann nach München zu beordern, um „unverzügliche Ökonomie in alle Zweige der Staatsverwaltung zu bringen“.
Am 16. Juni 1799 erklärte Maximilian Joseph öffentlich in einem Rescript, dass er „die bayrischen Finanzen in großer Unordnung, alle Staatskassen ausgeleert und selbe überdies noch mit unerschwinglichen Rückständen belastet angetroffen habe.“ In den bayerischen Regierungskreisen erinnerte man sich an den umtriebigen jüdischen Leimener Finanzier Aron Elias Seligmann. Ihm erteilte man schon am 28. Juni 1799 „und dessen sämtliche Kinder sowohl Söhne als Tochtermännern das vollkommene Bürgerrecht nebst der Befugnis, dass sie in Churpfalz allenthalben sich niederzulassen, liegende Güter an sich zu bringen und überhaupt alle Gewerbe, die sonst ein Christlicher Unterthan nur zu unternehmen befähiget, nach ihrem gutfinden ebenfalls zu treiben befugt und ermächtigt seyn sollen.“ Damit war die Voraussetzung geschaffen, dass der Hoffaktor auch in München das Bürgerrecht besaß. Einem Umzug von Leimen nach München stand nun nichts mehr im Wege. Seligmann rettete den bayerischen Staat vor dem Ruin und besorgte weitere Darlehensgeber. Auch der rheinpfälzische Hausschatz samt Hof- und Kirchensilber wurde ihm 1799 zum Verkauf und zur Vermünzung übergeben. Es gelang ihm, Bayerns Finanznöte zu mildern und die Regierung zu stabilisieren.
Hauptgläubiger Bayerns unter den Bankiers war auch 1811, als das Königreich mit rund 110 Millionen Gulden Schulden vor dem Staatsbankrott stand, weiterhin Aron Elias Seligmann. Ihm war es wohl vor allem zu verdanken, dass der König und sein Finanzminister Montgelas angesichts der prekären Lage eine „Schuldentilgungsanstalt“ einrichteten und für die Finanzkontrolle am 20. Oktober 1812 den Rechnungshof gründeten. Beides waren im Grunde von Gläubigern diktierte Maßnahmen für einen Staat, der nicht mit seinen Geldern umgehen konnte. Auch das Bayerische Judenedikt vom 10. Juni 1813 erfolgte mit aus Dankbarkeit des Königs gegenüber seinem Hauptfinanzier. Schließlich wurde Seligmann vom bayerischen König Maximilian I. Joseph am 22. September 1814 in den Adelsstand als Freiherr von Eichthal erhoben. Damit verbunden war die Verleihung des Wappens der ausgestorbenen Familie von Thalmann in Augsburg und die Nobilitierung seiner zehn Kinder. 1819 konvertierte Eichthal zum katholischen Glauben.

## Familie

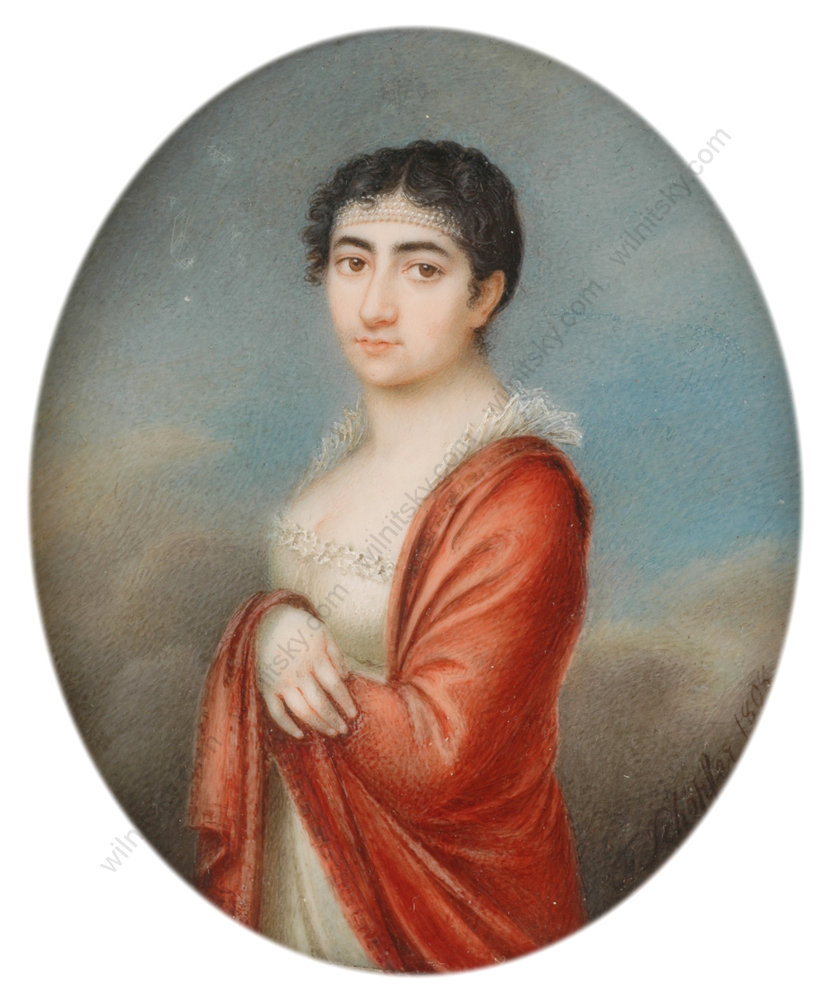
Die Tochter Rebeka Caroline (1788–1836)

Epitaph des Sohnes Bernhard von Eichthal (1784–1830), Campo Santo Teutonico Rom

Aus der Ehe des Aron Elias Seligmann mit Hindele Levi, die aus einer bekannten Sigmaringer Hoffaktorenfamilie stammte, gingen fünf Töchter und fünf Söhne hervor: Chaila, später Caroline (1767–1836), Friederike Marie (1771–1856), Arnold (1772–1838), Fanny (1774–1854), David (1775–1850), Bernhard Aron (1784–1830), Louis Aron (1786–1840), Simon Aron (1787–1854), Rebeka Caroline (1788–1836) und Rachel (1790–1861, spätere Julia Sophia von Eichthal).
Die älteste Tochter Chaila (Caroline) heiratete 1785 den Mannheimer Hoffaktor Ignatz Mayer. Friederike heiratete den Hannoveraner Hofagenten Philipp Salomon David, nach der Konversion nahmen sie den Familiennamen Philipp an. Rachel, die Jüngste, feierte am 22. August 1815 mit großem Pomp in Leimen die Hochzeit und ehelichte den k. u. k. Hoffaktor Leopold von Lämel, Direktor der Österreichischen Nationalbank in Prag und Mitglied des Böhmischen Landtags. Die Söhne Seligmanns heirateten ebenfalls Töchter bekannter Hoffaktoren und schufen damit die Voraussetzung für die Abwicklung von Geldtransaktionen im ganzen Reich. Unter ihnen ragen besonders zwei heraus, die den unternehmerischen Geist des Vaters zeigten: der ältere Sohn David und der jüngste Sohn Simon (Aron), der am 11. August 1787 in Leimen geboren wurde.
Der jüngste Sohn führte das vom Vater in München gegründete Bankhaus von Eichthal in der Theatinerstraße nach dessen Tod weiter. Er war es auch, der in Leimen 1832 das Palais „samt Orangerie und Gemälden“ für 9000 Gulden an den Karlsruher Wirt Peter Mathäus Müller verkaufte.
Die Tochter Rebeka Caroline heiratete 1810 in München ihren Cousin Eduard Seligmann. Sie konvertierten 1814 zum katholischen Glauben und wurden 1816 als Edle von Weling in den bayerischen Adelsstand erhoben. Das Ehepaar ließ sich in Bamberg nieder, wo der Mann als Bankier und Tabakfabrikant tätig war.
David Freiherr von Eichthal zählte in der ersten Hälfte des 19. Jahrhunderts zu den führenden Industriellen Badens. Sein Bruder Simon Freiherr von Eichthal betätigte sich von Anfang an im väterlichen Bankhaus zu München. 1832 übernahm er die Vermittlung einer Staatsanleihe von 60 Millionen Franken an Griechenland, das ihm den Titel eines königlichen griechischen Staatsrates einbrachte. Bekannt wurde er als Unternehmer und Mitbegründer der Bayerischen Hypotheken- und Wechselbank. Freiherr Simon von Eichthal wurde der erste Direktor der Bank, die gemäß den Statuten neben Kreditgeschäften auch Feuer- und Lebensversicherungen abschloss. Sie war die erste Bank in Deutschland, die in der Rechtsreform der Aktiengesellschaft betrieben wurde. Mit dieser Bankgründung wurde in Bayern erstmals eine kapitalkräftige Sammelstelle für Privatgelder geschaffen, die sich günstig auf Landbau, Handel und einsetzende Industrialisierung auswirkte. Sie wurde zum Vorbild einer ersten deutschen Bankgründungswelle in den Jahren 1848 und 1856. Sein Sohn Carl von Eichthal, ein Enkel des Aron Elias Seligmann, war Mitbegründer der Bayerischen Vereinsbank und schlug damit nicht aus der Reihe der eichthalschen Bankiers. Er gehörte dem Verwaltungsrat dieser Bank an. Nachdem 1998 die Bayerische Hypotheken- und Wechselbank mit der Bayerischen Vereinsbank zur HypoVereinsbank fusionierte, könnte man meinen, dass sich die ehemaligen Gründungsgelder der Familie Eichthal wieder auf ihren ursprünglichen Besitz besonnen hätten.